# باريس بيرسي بورغون بيه دو أوفرن
باريس بيرسي بورغون بيه دو أوفرن  (بالفرنسية: Gare de Paris-Bercy-Bourgogne-Pays d'Auvergne)، هي محطة قطار فرنسية تابعة للشركة الوطنية للسكك الحديدية (فرنسا)، الواقعة في منطقة بيرسي ، ضمن الدائرة الثانية عشرة في باريس.